# Реактивна система за залпов огън
Реактивна система за залпов огън (РСЗО) се нарича оръжейна система – комплекс, включващ в себе си многозарядна пускова установка за изстрелване на реактивни снаряди (или реактивни дълбочинни бомби), транспортна или транспортно-зареждаща машина и друго оборудване. Пусковите установки могат да се монтират на въздушни, земни и водни носители. Най-често днес с този термин се обозначават сухопътните самоходни и буксируеми РСЗО (според руската класификация самоходните се наричат и „бойни машини на реактивната артилерия“).
РСЗО са предназначени за борба срещу пехотата, бронирана техника и укрепленията на противника като стрелбата обикновено се води залпово (някои системи имат и възможност за изстрелване на единични снаряди) по голяма площ (обикновено места на съсредоточаване на вражески части) и от голямо разстояние.

## История
За първообраз на съвременните РСЗО би могло да се приеме корейското многоцевно барутно оръжие Хвачха, създадено през 15 в., изстрелващо в един залп срещу противниковата пехота над 100 стрели, прикрепени към барутни ракети.
В Европа в началото на 30-те години на 20 в. в армията на Нацистка Германия е приета на въоръжение шестцевната РСЗО Nebelwerfer, първоначално предназначена за изстрелване на реактивни димни снаряди и поставяне на димни завеси, по-късно в началото на Втората световна война пригодена за употреба и на бойни снаряди. Това е първата РСЗО от съвременен тип.
Следващата крачка е направена от Съветския съюз, където работите над подобно оръжие се водят от 1920 г. Създадените през 1927 г. реактивни снаряди РС-82 (82-mm) и РС-132 (132-mm) са изпробвани (РС-82) в качеството им на въздушно въоръжение от съветските изтребители през 1939 г. във боевете над Халхин-Гол, след което през 1939 – 1941 г. се разработват първите самоходни РСЗО БМ-13 Катюша и БМ-8-24. Те са приети на въоръжение в Съветската армия в самото начало на Великата Отечествена война, а до края на Втората световна война всяка от големите воюващи държави разработва свои варианти на РСЗО.
С настъпването на реактивната ера РСЗО претърпяват бурно развитие и днес са на въоръжение в почти всички армии в света. Калибърът на съвременните системи достига до 375 mm, броят на направляващите за изстрелване на реактивните снаряди – до 50, далекобойността – до 70 – 90 km, площта на поразяване – до 67 ha (672 000 m²).

## Описание
Най-общо самоходните РСЗО се състоят от високопроходимо колесно или верижно шаси, на което е монтирана артилерийската част (при буксируемите обикновено е монтирана върху колесен лафет). Тя от своя страна се състои от пакета направляващи на снарядите (релси или гладкостенни тръби), механизъм за преместването му в хоризонтална и вертикална плоскост, механизми за насочване, уравновесяващ механизъм, прицелно и пусково оборудване.